# Zabaja

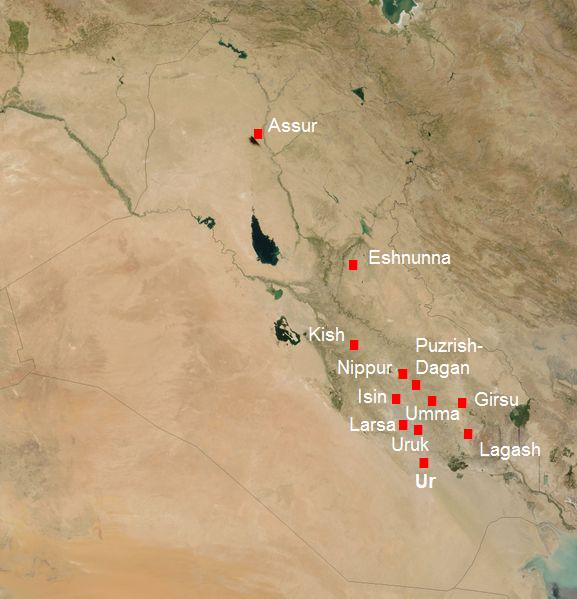
Mapa południowej Mezopotamii w II tys. p.n.e. z zaznaczonym miastem Larsa

Zabaja (1941–1932 p.n.e. – chronologia średnia) – jeden ze słabo znanych królów Larsy, następca Samuma.